# Gnamptogenys horni
Gnamptogenys horni is een mierensoort uit de onderfamilie van de Ectatomminae. De wetenschappelijke naam van de soort is voor het eerst geldig gepubliceerd in 1929 door Santschi.